# Hemidactylus barodanus
Hemidactylus barodanus este o specie de șopârle din genul Hemidactylus, familia Gekkonidae, descrisă de Boulenger 1901. Conform Catalogue of Life specia Hemidactylus barodanus nu are subspecii cunoscute.